# 2022年加利福尼亞州26號提案
26號提案（英語：Proposition 26，專有名詞縮寫），是美國加利福尼亞州於2022年11月8日提出的一次公投，提案訴求允許美國原住民部落能在部落進行花旗骰（Craps）、輪盤（Roulette）與體育博彩等博弈遊戲。

## 關聯條目
- 2022年加利福尼亞州27號提案